# قاضي الصلح
قاضي الصلح هو شخصية قضائية مكلفة بحل وتسوية النزاعات المدنية البسيطة والجزئية، ويختلف نطاق اختصاصه حسب النظام القضائي في كل دولة. يلعب قاضي الصلح دورًا مهمًا في تخفيف الضغط على المحاكم العليا، من خلال الفصل في القضايا ذات القيمة المحدودة وتشجيع التسويات الودية بين الأطراف.

## المهام والاختصاصات
- الفصل في القضايا المدنية ذات القيمة المالية المحدودة أو التي لا تحتاج إلى إجراءات قضائية معقدة.[1]
- تحكيم وتسوية النزاعات الودية بين الأطراف بهدف تجنب المحاكم.[2]
- إصدار الأحكام القضائية في القضايا التي تدخل ضمن اختصاصه وفقًا للقوانين الوطنية.[3]
- توثيق العقود والاتفاقيات في بعض الأنظمة القضائية.[4]
- العمل كوسيط لحل النزاعات قبل اللجوء إلى المحاكم.[5]

## الدور في بعض الدول العربية

### المملكة العربية السعودية
يتولى قاضي الصلح الفصل في القضايا المدنية البسيطة ويشجع التسوية الودية بين الأطراف لتخفيف العبء على المحاكم.

### الأردن
يقوم قاضي الصلح بالنظر في القضايا ذات القيمة المالية المحدودة، مع التركيز على الصلح والتسويات الودية.

### لبنان
يختص قاضي الصلح بالقضايا البسيطة، وله دور بارز في تشجيع الصلح بين الأطراف.

## التاريخ والنشأة
يرجع تأسيس منصب قاضي الصلح إلى العصور الوسطى الأوروبية كنظام لتسريع وتسوية النزاعات البسيطة خارج المحاكم العادية، وانتقل المفهوم وتطور عبر الزمن ليشمل عدة أنظمة قضائية حول العالم.